# Керимов, Заид Гаджибала оглы
Заид Гаджибала оглы Керимов (13 января 1937 , Баку — 1 сентября 2011) — выдающийся советский и азербайджанский учёный. Профессор , доктор технических наук . Заслуженный деятель науки Азербайджанской Республики.

## Жизнь и Научная деятельность
Заид Керимов родился 13 января 1937 года в Баку.
В 1959 году с отличием окончил Азербайджанский индустриальный институт имени Азизбекова (ныне Азербайджанский государственный университет нефти и промышленности).
1959—1960 — АЗ. Энергетический институт ЕА ССР, инженер.
1960—2011 гг. — работа в Институте нефти и химии имени Азизбекова (АзИНЕФТЕХИМ).
1960—1961 — «Кафедра теоретической механики» АзИНЕФТЕХИМ. Помощник.
1961—1964 гг. — аспирант АзИНЕФТЕХИМ.
1965—1965 — «Кафедра теоретической механики» Керимов АзИНЕФТЕХИМ.
1965—1966 — «Кафедра теоретической механики» АзИНЕФТЕХИМ. Старший преподаватель.
1966—1968 — «Кафедра теоретической механики» АзИНЕФТЕХИМ,. Доцент.
1969—1971 — декан «Факультета нефти и газа» АзИНЕФТЕХИМ.
1969—1970 — «Кафедра теоретической механики» АзИНЕФТЕХИМ. Профессор.
1970—2011 — АзИНЕФТЕХИМ «Детали машин и грузоподъёмных машин». Заведующий кафедрой, профессор.

## Исследования
• Проблемы динамики при добыче нефти и газа.
• Теория термовязкой упругости и пластичности.
• Динамика, устойчивость и оптимальная конструкция нефтегазодобывающего оборудования.
• Прикладная механика.
Подготовка научных кадров:
Подготовлено 3 доктора наук и 30 кандидатов наук.

## Участие в конференциях
Он выступал с докладами на международных научных конференциях и симпозиумах, представлял азербайджанскую науку на всемирных конгрессах и конференциях, в том числе в Великобритании, Германии, Польше, Румынии, Венгрии, России, Украине, Грузии и других странах.
Он автор 250 научных работ, в том числе 17 монографий, 215 научных статей, 14 изобретений и 1 научного открытия.

## Избранные научные труды
- Динамические расчеты бурильной колонны. 1970, Москва, изд Недра, 160.стр.[4]
- Термо-вязко-упругость и пластичность в нефтепромысловой практике. 1973, Москва, изд Недра, 280 стр [5]
- Автоматизированные проектирование конструкции .  изд Машиностроение, 1985, 224 стр .[6]
- Теория колебаний  в нефтепромысловом деле . 2005 Москва - Ижевск, Институт компьютерных исследований, 364 стр .[7]
- Детали машин. Учебник для высших технических школ. 1999 г., Бакинское образование. 396 страниц.[8]
- Долговечность деталей машин. Учебник для ВТУ, 1999, Баку, Элм , 133 стр.[9]
- Детали машин и грузоподъемные машины.2002, Баку, учебное издательство, 596 стр.[10]
- Курсовой проект по деталям машин.1983, Баку, издательство «Маариф», 320 страниц.[11]
- Геодинамика, 2007, Азернашр, 158 стр.[12]
- Теория колебаний. 1981, Баку, издательство «Маариф».

## Награды
1. Заслуженный деятель науки Азербайджанской Республики;
2. Орден «Слава» — 14.12.2000 г.;
3. Орден «Трудового Красного Знамени» СССР ;
4. Отличник Мингазпрома СССР ;
5. Отличник Министерства нефтяного и химического машиностроения СССР
Он был женат и имел 3 детей.